# Khu bảo tồn thiên nhiên quốc gia Chatkalskiy
Khu bảo tồn thiên nhiên quốc gia Chatkalskiy hay Khu dự trữ sinh quyển Chatkal là một khu bảo tồn năm ở tỉnh Toshkent, đông Uzbekistan. Khu bảo tồn có diện tích 570 km² bao gồm các hệ sinh thái thảo nguyên núi, rừng, đồng cỏ núi cao, thung lũng sông và rừng ngập nước. Được thành lập vào năm 1947, khu bảo tồn được UNESCO công nhận là Khu dự trữ sinh quyển thế giới từ năm 1978. Năm 2016, khu bảo tồn này trở thành một phần của Tây Thiên Sơn được UNESCO công nhận là Di sản thế giới.

## Mô tả
Khu bảo tồn là nơi bảo vệ các loài động thực vật độc đáo của dãy Thiên Sơn. Độ cao tại đây dao động từ 1100-4000 mét và mang khí hậu lục địa, lượng mưa hàng năm chỉ đạt 700–800 mm. Tháng 1 có nhiệt độ thấp nhất là -7 °C, trong khi cao nhất là từ 23-25 °C vào tháng 7.
Khu bảo tồn là nơi có 1.300 loài thực vật, trong đó có 40 loài cây và cây bụi, với 33 loài độc đáo của Tây Thiên Sơn. Các loài chính bao gồm Liễu, Dương, Bách xù, Óc chó, Hồ trăn, Cáng lò, Hoàng mộc, Thanh lương trà, Táo gai, Mận anh đào. Về động vật, đây là nhà của hơn 30 loài động vật có vú trong đó có 3 loài nằm trong Sách đỏ như Gấu nâu, Sơn dương, Lửng châu Âu, Lợn rừng, Cáo; 140 loài chim trong đó có 4 loài nằm trong Sách đỏ, có kể thể đến một số loài như cút thường, ưng, hạc, gà gô Chukar; 19 loài Động vật không xương sống.